# Edgar Müller
Edgar Müller (Mülheim an der Ruhr, 10 luglio 1968) è un pittore di strada tedesco, noto per i suoi effetti illusionistici tridimensionali. La sua fama è cresciuta grazie ai suoi video sulla piattaforma YouTube.

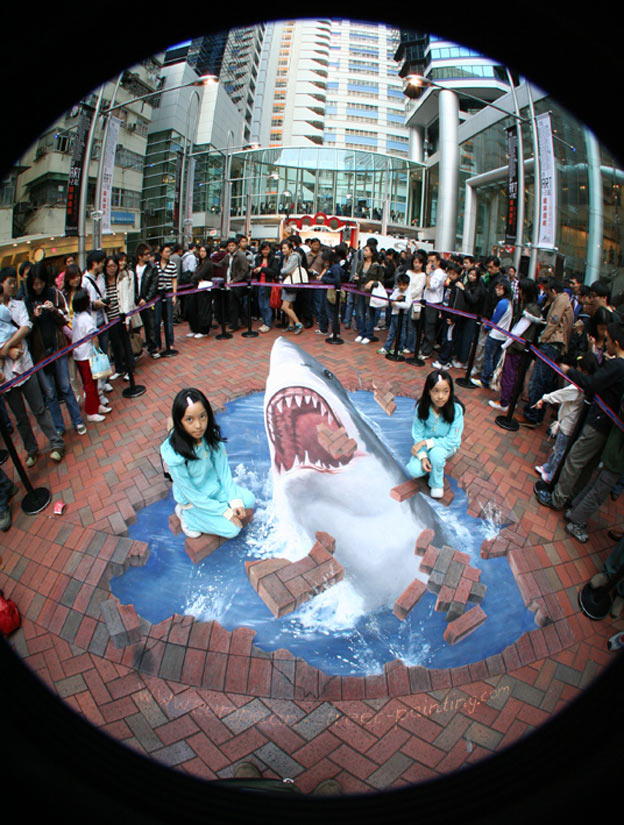
Dipinto di Edgar Müller a Hong Kong

È stato presentato come il "Maestro Madonnaro" al Sarasota Chalk Festival. Sul Viale dei colori, Müller ha creato una 'x 40' pittura 100 3-D, che è il primo noto street painting contemporaneo, e al di Sarasota Chalk Festival ha fatto insieme con l'artista Vera Bugatti la prima pittura di strada con il design di metamorfosi in 3-D, che gli ha conferito riconoscimenti e premi dal Guinness dei primati.